# Torre de Xunqueiras
La torre de Xunqueiras es un edificio civil situado en el municipio de Puebla del Caramiñal (La Coruña, Galicia, España), en el lugar de Xunqueiras. Por su importancia artística e histórica, el 27 de marzo de 1981 fue declarado Monumento Histórico-Artístico de Interés Nacional.

## Historia
En el siglo XIII, Fernán Martín de Xunqueiras, que inaugura el susodicho linaje que ejercería el control sobre un vasto territorio, ordenó la construcción de una fortaleza en el lugar. De la primitiva planta, solo se conserva en la actualidad la denominada torre del homenaje, como consecuencia de la Revuelta Irmandiña a mediados del siglo XV, por la que grupos de campesinos se alzaron contra sus señores, despojándolos de sus propiedades.
La reconstrucción la llevaría a cabo Esteban de Xunqueiras, al que por su participación en la conquista de Granada le fue concedido el señorío de O Caramiñal por los Reyes Católicos.
A lo largo de los años, sus sucesores, Ares Pardo das Mariñas y Gómez Pérez das Mariñas seguirían realizando diversas remodelaciones de acuerdo con las necesidades. Este último, en el siglo XVI, un momento de esplendor en la zona, sería el responsable de la consecución del título de villa a O Caramiñal y promotor de la construcción de su iglesia parroquial.
A mediados del siglo XIX, mediante entronques familiares, se añade a la historia del pazo la casa de Medinaceli y, a finales de siglo, las dependencias son vendidas al político Senador del Reino, Eduardo Gasset y Chinchilla, hijo del político y periodista pontevedrés Eduardo Gasset y Artime y tío del filósofo José Ortega y Gasset, familia a la que pertenece en la actualidad.
El 27 de marzo de 1981 fue declarado Monumento Histórico-Artístico de Interés Nacional por su importancia en la historia de Galicia y sus valores artísticos.

## Estilo arquitectónico
Del estilo arquitectónico primitivo, del siglo XIII, se conserva únicamente la torre del homenaje, alta y sobria, con un característico talud defensivo en su parte inferior, sin más vanos que unas angostas saeteras y coronado por cuatro garitas de vigilancia en cada esquina.
A lo largo de los siglos, a la torre se le añaden nuevas dependencias en estilos que van desde el Renacimiento al Barroco, que transforman la antigua fortaleza militar a una arquitectura palaciega.
Entre ellas, cabe destacar, tras la fachada central de la actual construcción, el claustro renacentista, terminado a principios del siglo XVII, de planta cuadrada, con arcos de medio punto en su parte inferior y columnas menores que sujetan el techo en su parte superior.
La fachada lateral opuesta a la torre del homenaje está dominada por una portada clasicista en la que destaca la torreta circular a la que la balaustrada barroca añadida con posterioridad convirtió en una terraza-mirador.
El acceso al conjunto a través de un peculiar camino flanqueado por plátanos termina en un pequeño jardín vallado de tipo francés.

## Uso actual
En la actualidad se combinan sus usos para la restauración y celebración de eventos con la posibilidad de alquilar de forma completa o por habitaciones una vivienda independiente dentro del mismo conjunto arquitectónico.
En 2010, el PSdeG lanza una propuesta en la que se insta a la Junta a establecer un régimen de visitas a la Torre de Xunqueiras al estar este declarado BIC (Bien de Interés Cultural), algo a la que la dueña accede siempre que lo hagan todos los edificios así declarados.

## Valle-Inclán
La torre de Xunqueiras fue un lugar vinculado a Ramón María del Valle-Inclán dadas sus relaciones con el propietario por aquel entonces del pazo, Eduardo Gasset y Chinchilla, protector del dramaturgo.
Algunos estudiosos de la obra de Valle-Inclán ven en la Torre de Xunqueiras el escenario de su célebre "Sonata de Otoño" y en un hijo de Eduardo Gasset, Gerardo Gasset, la figura del protagonista de esta obra, el Marqués de Bradomín
En diciembre de 2010, el pazo fue escenario de la grabación del documental Este que veis aquí, sobre la figura de Valle-Inclán, producido por Gona Film y dirigido por José Luis García Sánchez. El documental está protagonizado por el actor gallego Xerardo Pardo de Vera da vida al dramaturgo, así como por Juan Diego y José Luis Galiardo en los papeles de dos personajes de la obra de Valle-Inclán, el Marqués de Bradomín (protagonista de las Sonatas) y de  don Juan Manuel de Montenegro (de sus Comedias bárbaras).